# Referendo constitucional em Bonaire em 2010
O referendo constitucional de Bonaire em 2010 seria realizado em 15 de janeiro, porém foi adiado para o mês de março, ainda sem um dia definido. A proposta será feita através da seguinte pergunta: "Deve a ligação direta com os Países Baixos ser uma associação livre ao invés de integração?"